# Битва при Плесси
Битва при Плесси (англ. Battle of Plassey) — сражение у берегов реки Хугли в Западной Бенгалии, в котором 23 июня 1757 года британский полковник Роберт Клайв, представлявший интересы Британской Ост-Индской компании, нанёс сокрушительное поражение войскам бенгальского наваба Сирадж уд-Даула, на стороне которого выступала Французская Ост-Индская компания.
В 1756 году армия наваба напала на британскую факторию Калькутта и захватила её. Британцы перебросили из Мадраса небольшой отряд под командованием Роберта Клайва, который быстро отбил Калькутту и заключил с навабом Бенгалии мирный договор. В это время началась война с Францией (Семилетняя война), поэтому Клайв захватил французскую факторию Чанданнагар. Клайв хотел, чтобы наваб помог вытеснить из Бенгалии оставшиеся французские фактории, и начал переговоры по этому вопросу, но в это время при дворе наваба созрел заговор. Бенгальский военачальник Мир Джафар предложил британцам совместными усилиями свергнуть наваба, и Клайв выступил с армией на соединение с Мир Джафаром. 23 июня он встретился с армией Сираджа уд-Даула и началось сражение. Мир Джафар присутствовал на поле боя, но не встал на чью-либо сторону. К 17:00 армия наваба начала беспорядочный отход, и только тогда Мир Джафар явился на встречу с Клайвом. Через несколько дней союзные армии вошли в Муршидабад, столицу Бенгалии. Сирадж уд-Даула бежал, но был пойман и убит.
Сражение при Плесси было невелико по масштабам, но оно изменило историю Индии. Французы были навсегда вытеснены из Бенгалии, а навабы стали зависимы от Ост-Индской компании. Компания получила важную базу в Индии, и с этого приобретения началась история Британской Индии.

## Предыстория
Первые столкновения между французами и англичанами в Индии начались в годы Войны за австрийское наследство (1740—1748). В сентябре 1746 года французский флот под командованием Бертрана Франсуа де Лабурдонне высадил десант и осадил Мадрас. Укрепления Мадраса были слабыми, поэтому город выдержал только три дня бомбардировки, после чего сдался. Лабурдонне согласился вернуть форт англичанам за выкуп, но французский генерал-губернатор Индии, Жозеф-Фрасуа Дюплекс отменил это решение. Анвараддин-хан, наваб Карнатика, выступил в войну на стороне Англии и объединённая армия наваба и англичан выступила походом на Мадрас, но была разбита французами. Тогда английская армия осадила французский Пондичерри, но через 31 день была вынуждена снять осаду. В 1748 году был заключён Второй Ахенский мир, по условиям которого Дюплекс вернул Мадрас Англии в обмен на Луисбург в Северной Америке.
Мирный договор не позволял вступать в прямые военные столкновения, но Англия и Франция стали поддерживать местных князей в их феодальных войнах. В частности, обе стороны продвигали своих кандидатов на место правителя Декана (Низама Хайдерабада) и наваба Карнатика. Дюплекс сумел продвинуть на оба поста своих кандидатов путём интриг и двух тайных убийств. В середине 1751 года французский кандидат, Чанда Сахиб, напал на английского кандидата Валладжа и осадил крепость Тируччираппалли. Чанда Сахибу помогал французский отряд Шарля де Бюсси.
1 сентября 1751 года британский отряд (280 европейцев и 300 сипаев) капитана Роберта Клайва захватил город Аркот, столицу Карнатика. Предполагалось, что это вынудит Чанда Сахиба отправить часть армии к Аркоту. Чанда Сахиб отправил отряд своего сына из 4000 индусов и 150 французов, которые осадили Аркот, держали его в осаде полтора месяца и пробили стену в нескольких местах. Клайв запросил помощи у Морари Рао, одного из военачальников империи Маратха. Узнав о приближении маратхов, осаждающие предложили Клайву сдаться за большую сумму денег, но он отказался. Утром 24 ноября начался общий штурм форта, но он провалился. На следующее утро осаждающие отступили, бросив орудия и всё имущество. Победа под Аркотом позволили англичанам заполучить Карнатик и сделать Валладжу навабом этого княжества.
Между тем в 1740 году Аливарди-хан захватил столицу Бенгалии, Муршидабад, и стал навабом Бенгальской субы. Он был осторожен в общении с европейцами: он разрешил им строить укрепления в годы нашествий маратхов, брал у них деньги, но хорошо знал о ситуации в южной Индии и не хотел, чтобы в Бенгалии начались конфликты такого рода. Однако, между навабом и англичанами происходили мелкие трения: англичане жаловались, что им не дают в полной мере воспользоваться правами, данными фирманом шаха Фаррух-Сияра в 1717 году, и в то же время позволяли подданным наваба беспошлинно торговать, что вредило налогообложению.
В апреле 1756 года Аливарди-хан умер, и власть перешла к его 23-летнему внуку Сирадж уд-Даула, который был темпераментным и нетерпеливым человеком. Он с подозрением относился к европейским торговым компаниям, и когда англичане и французы начали усиливать свои форты, ожидая новой войны, он запретил делать это без разрешения. Когда англичане отказались подчиниться, он собрал отряд в 3000 человек и 24 мая 1757 года окружил британскую факторию  Коссимбазар. Английский командир Уильям Уоттс запросил помощи из Калькутты, но Совет в Калькутте решил не ослаблять гарнизон города. У Уоттса было всего 50 человек и несколько орудий, но он надеялся откупиться. Однако наваб отдал приказ о штурме укрепления. Первая атака была отбита. Тогда Уоттса вызвали на переговоры и, когда он явился, захватили его в плен. 5 июня Коссимбазар был занят бенгальской армией, и в тот же день наваб пошёл на Калькутту.
16 июня началась осада Калькутты: армия наваба подошла к Калькутте и атаковала редут Перрина, но была отбита. 18 июня армия наваба начала просачиваться в город в обход укреплений, и англичанам пришлось отступить к основному форту. 19 числа на корабли были эвакуированы женщины и предполагалось начать общую эвакуацию 20 июня. Но уже 19 июня стало известно, что порох в форте закончился, и что Дрейк покинул форт. 20 июня армия наваба вошла в форт, а англичане подобрали последних беженцев и ушли на кораблях вниз по реке. 26 июня они добрались до голландской фактории Фульта. Часть гарнизона, оставшаяся в форте для прикрытия отступления, была взята в плен и брошена по приказу наваба в маленькое полуподавльное помещение, где большинство погибло от перегрева и удушья (см. Калькуттская чёрная яма).

### Бенгальская кампания
Новости о падении Калькутты пришли в Мадрас 16 августа, а 17 августа губернатор обсудил обстановку с Советом. Адмирал Уотсон предложил малыми силами отбить Калькутту, а уже осенью, когда кончатся дожди, начать более крупную экспедицию. Он также опасался, что может начаться война с Францией и французский флот атакует Мадрас в его отсутствие. В итоге Совет (в который включился Роберт Клайв) постановил отправить в Бенгалию несколько кораблей и 240 человек. 21 сентября стало ясно, что война с Францией не начинается, и тогда было приказано начать Бенгальскую экспедицию, во главе которой был поставлен полковник Роберт Клайв. 16 октября 1756 года английский флот покинул Мадрас с отрядом в 528 пехотинцев, 900 сипаев, 109 артиллеристов. Северный ветер сразу унёс флот к Цейлону, откуда ему пришлось плыть к берегам Бирмы, и уже оттуда к устью реки Хугли. 1 января 1757 года англичане обнаружили брошенный форт Тана, а 2 января выступили к Калькутте. В тот же день отряд регуляров Эйри Кута занял калькутский форт.
Пока восстанавливались укрепления Калькутты, Клайв и адмирал Уотсон начали планировать кампанию против наваба. 9 января они высадили отряд у города Хугли и захватили его со всеми запасами зерна. Англичане разрушили укрепления города и 19 января вернулись в Калькутту. В это время стало известно о начале войны между Англией и Францией (Семилетней войны) и Клайв постарался привести укрепления города в пригодное для обороны состояние. Кроме того, Клайв по личному опыту уже знал, что хорошо тренированные полки, набранные из индусов, могут быть эффективны, поэтому набрал несколько сотен человек всех наций и свёл их в 1-й полк бенгальской туземной пехоты.
Сирадж ад-Даула узнал о нападении на Хугли, и решил начать переговоры, поскольку в этот момент его армия была на грани бунта. Он написал Клайву письма 14 и 17 января, предлагая переговоры при посредничестве французов. 21 января несколько французов прибыли в Калькутту, и Клайв передал им список британских требований:
- Полное возмещение понесённых англичанами убытков
- Обеспечение всех привилегий, ранее данных Компании в Бенгалии
- Право укреплять свои поселения по своему усмотрению
- Право открыть в Калькутте монетный двор

30 января армия наваба перешла реку в 10 милях от Хугли и наваб предложил французам присоединиться к нему и изгнать англичан, обещая им различные привилегии, но французы отказались. 3 февраля авангарды наваба подошли к окраинам Калькутты. Одновременно наваб написал Клайву, что вошёл в Калькутту только чтобы найти хорошее место для лагеря. Он снова попросил прислать послов для переговоров, и Клайв отправил Уэлша и Скрафтона. Наваб принял их 4 февраля, отказался покинуть Калькутту, и начал задерживать их отъезд под различными предлогами, так что им пришлось ночью тайно бежать из его лагеря. 5 февраля армия Клайва вступила в перестрелку с армией наваба на окраинах Калькутты, после чего наваб отступил и пошёл на мирные переговоры. Этими переговорами завершилась первая фаза Бенгальской кампании.

### Взятие Чанданнагара

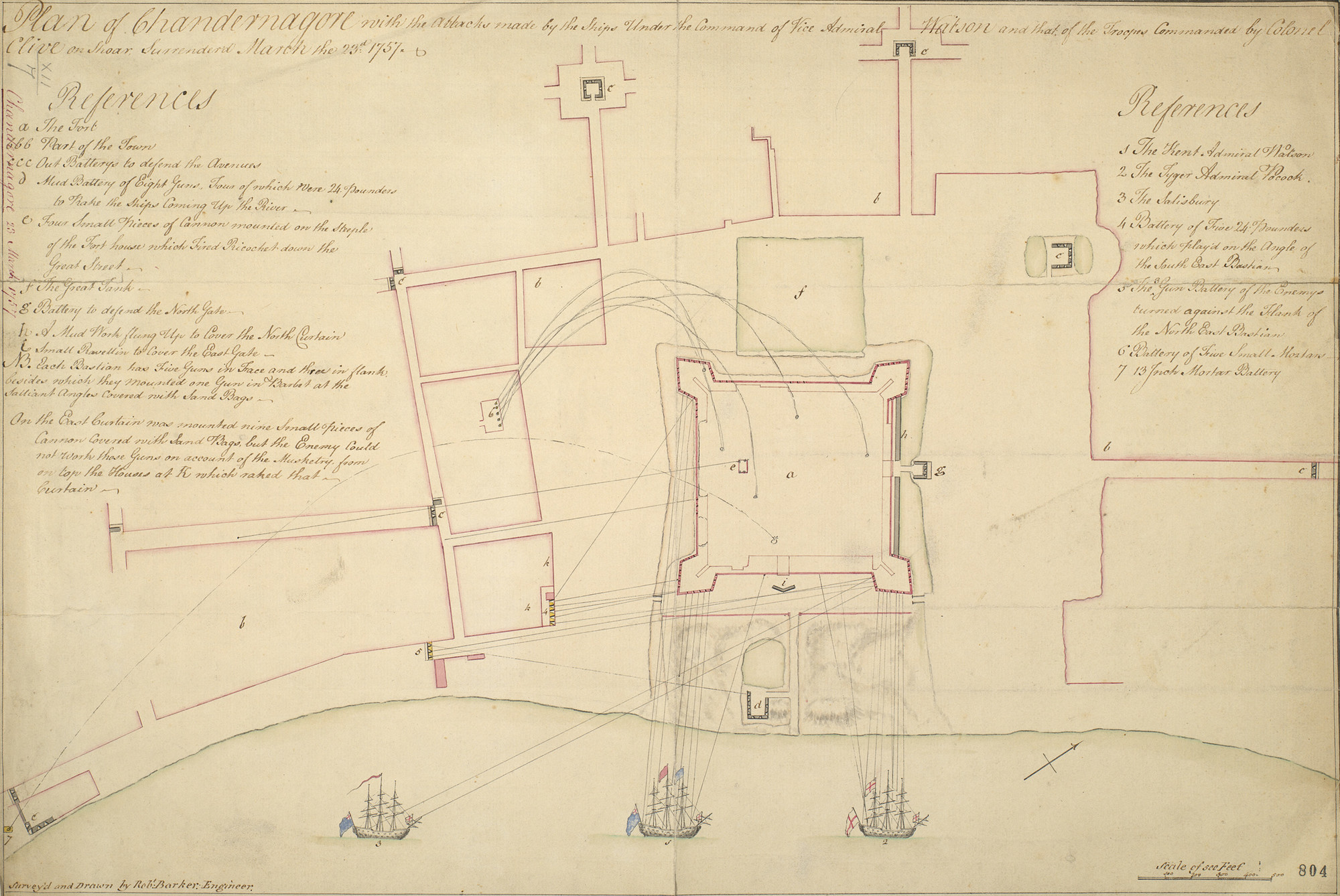
Обстрел Чанданнагара

В договоре наваба с англичанами ничего не говорилось о французах, но в частных письмах наваб уверял, что враги англичан будут его врагами, и это было расценено как разрешение открыть боевые действия против Франции в Индии. Сам наваб, отступая от Калькутты, предложил французам в Чанданнагаре союз, но они отказались, опасаясь спровоцировать этим нападение англичан. 2 марта французская делегация явилась в Калькутту и заключила с англичанами договор о нейтралитете, но адмирал Уотсон отказался признать его, полагая, что полномочия на такой договор есть только у французского командования в Пондичерри. 10 марта пришло письмо от наваба, которое выглядело как разрешение атаковать Чанданнагар. Между 4 и 11 марта Клайв получил подкрепления, и 12 марта стоял уже в двух милях от Чанданнагара. 13 марта он объявил французам войну, а 14 марта объявил о начале войны своей армии. 22 марта он установил батарею для обстрела города, а 23 марта начался обстрел города артиллерией флота. В тот же день французский гарнизон сдался. Наваб был сильно раздражен осадой Чанданнагара, и отправил Клайву множество писем, уговаривая его прекратить боевые действия, но когда город был взят, он поздравил Клайва с победой.

### Сговор с Мир Джафаром
Согласно условиям договора с навабом, англичане должны были прислать к его двору своего представителя, которым стал Уильям Уоттс. После падения Чанданнагара англичане решили вытеснить из Бенгалии последнюю французскую факторию, и Уоттс вёл с навабом переговоры по этому вопросу. В то же время при дворе наваба стал созревать заговор: возникли планы свергнуть наваба и назначить на его место Яр Лутуф Хана. Это стало известно Клайву, который 26 апреля сообщил о заговоре адмиралу Уотсону. В тот же день Уоттс написал Клайву, что к заговору присоединился Мир Джафар. Три четверти бенгальской армии враждебно настроены к навабу, писал Уоттс, поэтому Мир Джафар был бы более надёжным правителем. 1 мая Клайв прибыл в Калькутту на совещание с Комитетом компании, и там было решено принять предложение Мир Джафара. Комитет рассудил, что наваб заключил договор лишь чтобы выиграть время, и готовится к новой войне, а ненависть к нему столь велика, что революция может произойти и без вмешательства Компании, и в этой ситуации надо поддержать претендента на трон и тем добиться изгнания французов из Бенгалии.
Вместе с Уоттсом при дворе наваба находился калькуттский коммерсант Омичанд (Omichund или Umichand), который был сторонником переворота в пользу Яр Лутуф Хана. Когда Компания решила поддержать кандидатуру Мир Джафара, Омичанд понял, что лишается всех выгод от заговора, и попробовал вступить в переговоры с навабом, чтобы добыть какие-то деньги до его свержения. Когда об этом стало известно, он решил шантажировать Уоттса: он стал требовать 5% от казны наваба в случае успеха. Казна в те дни оценивалась в 40 миллионов фунтов, следовательно, доля Омичанда составляла бы 2 миллиона. Уоттс оказался в затруднительном положении. Мир Джафар и участвующие в заговоре бенгальские коммерсанты не хотели иметь никаких дел с Омичандом, но в случае отказа он мог рассказать о заговоре навабу. 16 мая Уоттс сообщил Клайву о сложившейся ситуации и отправил бланк с печатью Мир Джафара, чтобы Компания написала свои условия сделки. 17 мая было решено перехитрить Омичанда: было составлено два договора, один из 13-ти пунктов, и второй из 14-ти пунктов. Последний включал требования Омичанда. Компания и Мир Джафар должны были подписать оба, но Омичанду показали только второй.
Многие сочли поступок Клайва аморальным и порочащим достоинство британской нации. Несколько лет спустя Клайву пришлось объясняться за свой поступок перед парламентом. Он объяснил, что сделал это только для того, чтобы избавиться от шантажиста, а не в личных интересах. Адмирал Уотсон также отказался подписывать этот документ, чтобы не впутывать себя, королевского офицера, в интриги компании.
12 мая в Калькутту пришло письмо от представителя маратхов, в котором было написано, что скоро армия маратха придёт на помощь британцам и поможет им изгнать французов и победить наваба. Клайв заподозрил, что это фиктивное письмо от самого наваба, поэтому дал уклончивый ответ, а копию письма отправил в Муршидабад, где Уоттс показал его навабу и уверил его, что британцы на его стороне. 30 мая Мир Джафар прибыл в Муршидабад, 2 июня Уоттс тайно встретился с ним и на этой встрече договор был подписан. Теперь Уоттсу осталось только найти способ сбежать из Муршидабада. 12 июня он покинул город якобы для охоты под Коззимбазаром. Наваб узнал о бегстве почти сразу же. Он написал Клайву, что бегство Уоттса произошло наверняка с согласия Компании, и тем самым британцы нарушили заключённый договор. Он покинул Муршидабад и отправился в расположение своей армии, стоявшей около Плесси.

### Марш на Плесси

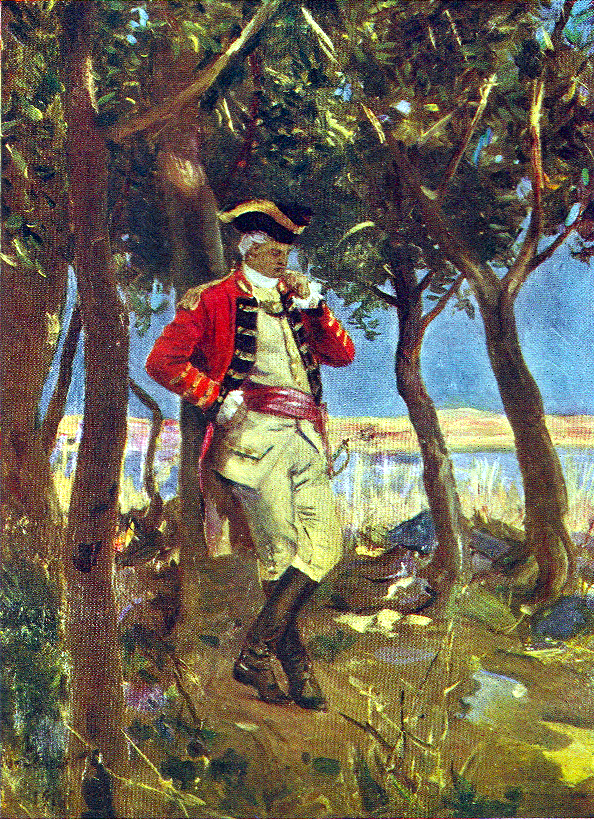
Размышления Клайва в роще. Рисунок 1911 года.

12 июня к отряду Клайва в Чанданнагаре присоединился отряд майора Килпатрика из Калькутты. Теперь объединённая армия Клайва насчитывала 613 европейцев (из 39-го пехотного полка), 171 артиллериста при 8-ми полевых орудиях и 2-х гаубицах, 91 индонезийца, 2100 сипаев (мадрасцев, бенгальцев и бомбейцев) и 150-ти матросов. 13 июня эта армия выступила на Муршидабад, оставив в Чанданнагаре гарнизон из 100 матросов. Индийские части шли по суше, а европейцы, артиллерия и обоз двигались по реке на 200 лодках. 14 июня Клайв отправил к Сираджу гонца с официальным объявлением войны.
15 июня наваб заподозрил Мир Джафара в сговоре с врагом и напал на его дворец, но тот дал навабу слово не присоединяться к британцам. Тогда наваб направил всю свою армию к Плесси, но армия отказалась выступать, пока военным не будут выплачены все задолженности. Из-за этой задержки армия наваба пришла к Плесси только 21 июня.
16 июня британская армия вышла к селению Палти, севернее которого, в 19 километрах, находился форт Катва, где были собраны большие запасы зерна и боеприпасов. 17 июня Клайв отправил отряд в 200 европейцев и 500 сипаев при двух орудиях на захват этого форта. Отряд вышел под командованием майора Эр Кута, в полночь достиг форта, а утром 19 июня Кут начал приближаться к укреплениям. Гарнизон бросил форт и бежал на север. К концу 19 июня к форту подошла и вся остальная армия Клайва.
Здесь Клайв задумался над дальнейшими действиями. Ходили слухи, что Мир Джафар помирился с навабом и готов отказаться от заключённого сообщения. Клайв писал ему письма, но не получал однозначного ответа. 21 июня Клайв собрал офицеров своей армии на военный совет. Он спросил, стоит ли прямо сейчас переходить реку и атаковать армию наваба, или стоить закрепиться на позиции и ждать помощи от индийских союзников. Из 20 офицеров на совете 13, включая Клайва, выступили за оборону, а 7, включая майора Кута, выступили за наступление. Клайв распустил совет, ушёл в манговую рощу, где размышлял около часа, после чего приказал перейти реку Хугли утром 22 июня.
Сцену с размышлениями Клайва в роще упоминает Роберт Орм, хотя историк Майкл Эдвардс писал, что эта сцена, изображающая Клайва как библейского пророка, больше напоминает мифологию. У Клайва, по словам Эдвардса, не было выбора, он уже прошёл точку невозврата. Вся Бенгалия знала о его планах, и если бы он проявил слабость, то Мир Джафар договорился бы с навабом. Судьба всей британской Бенгалии была теперь в руках Клайва.
22 июня в 15:00 Клайв получил, наконец, письмо от Мир Джафара. Тот писал, что вышел из Муршидабада и собирает сторонников, что наваб стоит в Манкарре, в шести милях южнее Кассимбазра, и что как только Клайв приблизится, он, Мир Джафар, присоединится к нему. Клайв предложил соединиться в Плесси (Placis) и сказал, что если Мир Джафар не сможет этого сделать, то Клайву придётся заключать мир с навабом, а их с Мир Джафаром договор останется в тайне. В тот же день в 17:00 армия Клайва перешла реку и в полночь подошла к Плесси, хотя арьергарды армии подошли только в 3 часа утра. Клайв полагал, что армия наваба всё ещё стоит в Манкарре, но оказалось, что 6 000 человек уже заняли позицию в 3 милях от Плесси.
Селение Плесси, оно же Паласи, получило своё название от дерева палас (Butea monosperma), которое знаменито яркими оранжевыми цветами, но в те дни эти деревья не цвели и никто не обратил на них внимания. Около селения на берегу реки стоял охотничий дом, обнесённый стеной. В этом доме Клайв разместил свой штаб. Армия заняла манговую рощу Лакша-Баг которая занимала пространство 730 на 270 метров, и была окружена рвом и глинобитной стеной. В миле севернее стояла армия наваба: 35 000 пехотинцев, очень плохо обученных, плохо вооружённых и не дисциплинированных. Лучше обстояло дело с кавалерией: у наваба было 15 000 конных пуштунов, хороших наездников, вооружённых саблями и длинными пиками. Артиллерия насчитывала 53 орудия крупных калибров, а среди артиллеристов числилось примерно 50 французов.

## Сражение

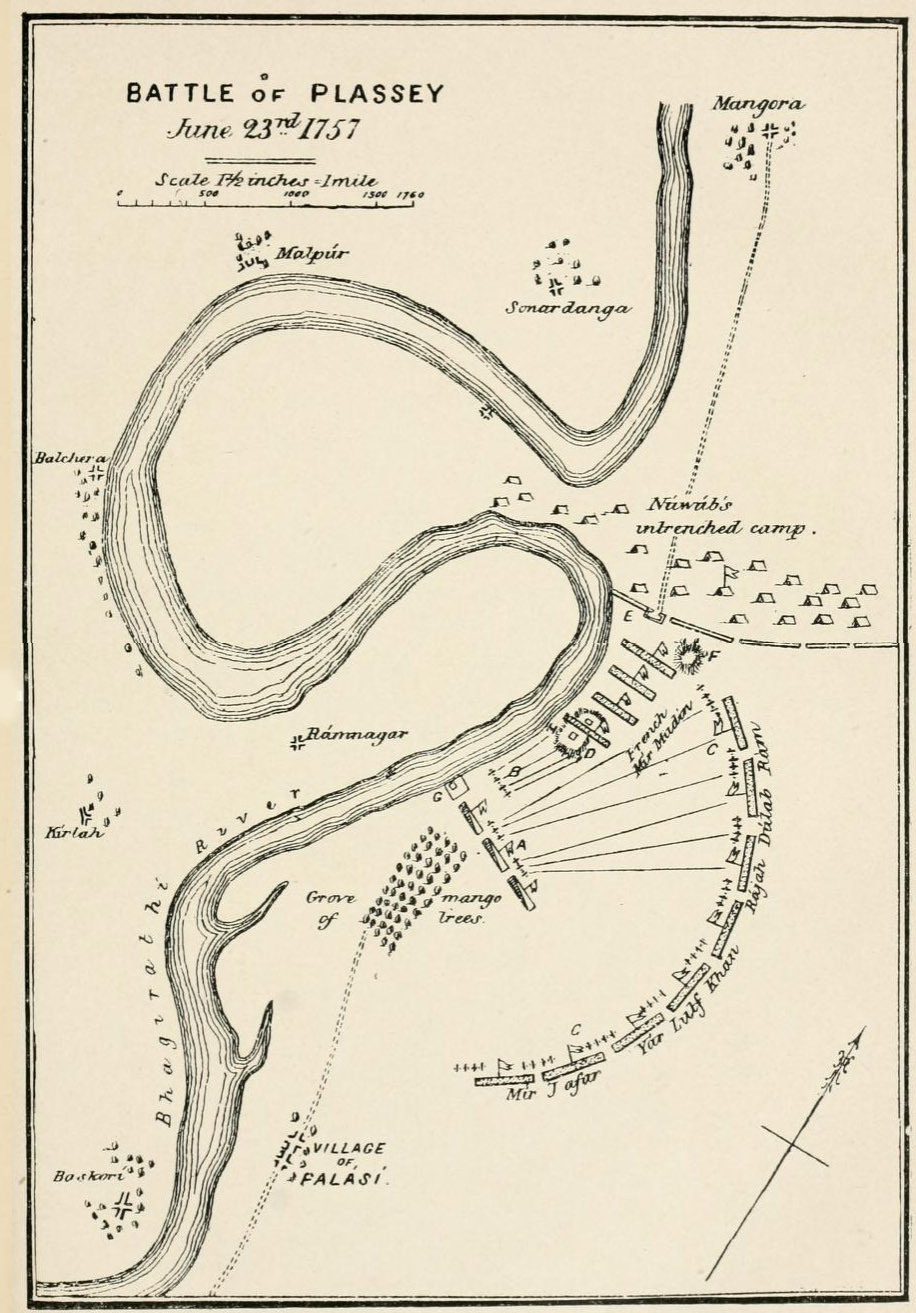
Карта сражения из книги The Decisive Battles of India from 1746 to 1819 (1885)

На рассвете 23 июня Клайв поднялся на крышу охотничьего дома и оттуда стал изучать позиции противника. Когда солнце взошло, армия наваба вышла из укреплений. Она состояла из трёх частей, которыми командовали Рай Дарлаб, Яр Лутуф хан и Мир Джафар. 4 орудия под командованием французских офицеров заняли позиции в 200 метрах от британской линии. Ближе к реке встали ещё два тяжёлых орудия под командованием индийцев. Орудия прикрывали самые надёжные части: 5000 кавалерии и 7000 пехоты под командованием Мир Мадана, самого доверенного командира при навабе. У Клайва были все основания сомневаться в успехе; у него не было оснований доверять Мир Джафару, и если тот не поможет, небольшой отряд Клайва мог быть быстро уничтожен. Клайв, однако, велел своей армии выйти из рощи и встать фронтом к французским артиллеристам. В центре своей линии он поставил европейских солдат, прикрыв их с каждого фланга тремя 6-фунтовыми орудиями. На флангах он разместил сипаев. Чуть впереди своей линии он поставил два 6-фунтовых орудия и две гаубицы.

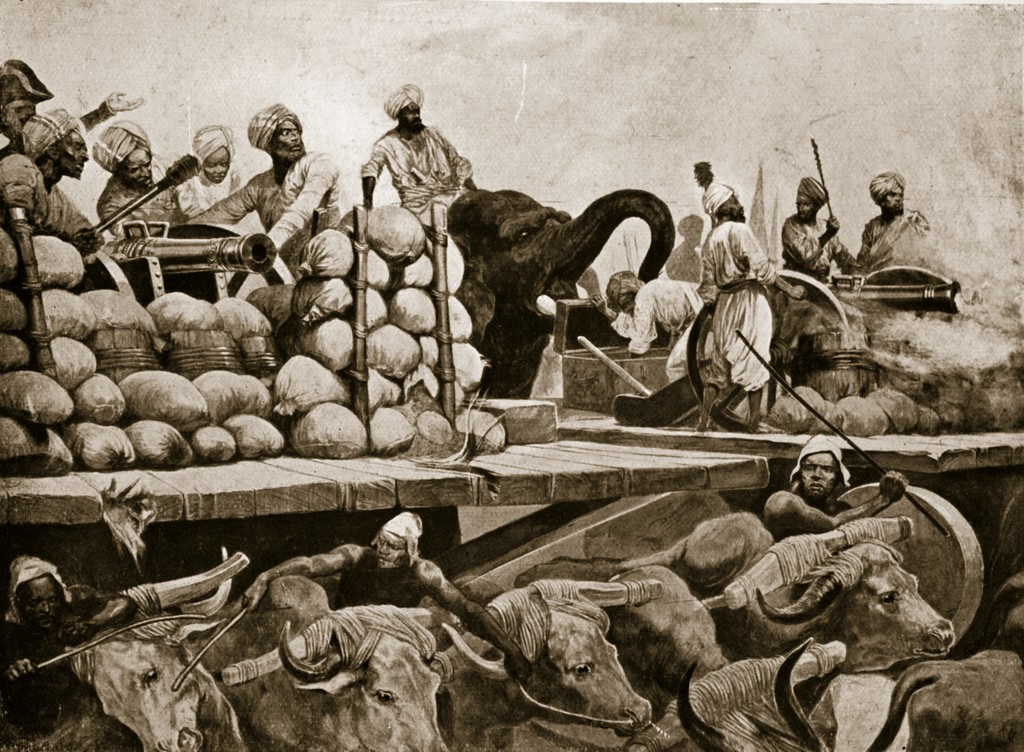
Ричард Вудвиль. Артиллерия наваба (Hutchinson's Story of the British Nation, 1922).

Сражение началось примерно в 08:00. Французские орудия открыли огонь, и малочисленная британская артиллерия не смогла им противостоять. За полчаса перестрелки Клайв потерял 10 европейцев и 20 сипаев. Он приказал своей армии отступить назад в рощу. Артиллеристы наваба решили, что противник отступает, придвинули орудия ближе и начали обстреливать рощу. Ядра повредили много манговых деревьев, но британцы теперь стояли под прикрытием глиняной стены и перестали нести потери. Британские гаубицы действовали весьма эффективно и одним из залпов был ранен Мир-Мадан.
Близился полдень, армия наваба понесла потери от артиллерийского огня, но сохранила подавляющее численное превосходство. Мир Джафар не двигался с места. В 11:00 Клайв созвал офицеров на совет, и было решено стоять в роще до темноты, а затем атаковать противника. Но ровно в полдень начался сильный ливень. Британцы были готовы к этому и быстро накрыли боеприпасы парусиновыми тентами. Дождь длился час. Британцы полагали, что противник атакует под прикрытием дождя, но этого не произошло. Артиллерия наваба тоже прекратила огонь. В 15:00 стало видно, что армия наваба отступает к лагерю, и в то же время один её отряд приближается к селению Плесси, выходя в тыл британцам. Орудия открыли огонь по этому отряду и заставили его отступить. Позже выяснилось, что это были люди Мир Джафара.
Британский военный историк Джеральд Брайант относит гибель Мир Мадана ко времени после ливня. По его версии, Мир Мадан решил, что британская артиллерия тоже пострадала от дождя и лично повёл кавалерию в атаку на британские позиции. Кавалерия сразу попала под картечные залпы и понесла тяжёлые потери. Мир Мадан был в числе раненых. Смерть своего самого надёжного командира повергла наваба в отчаяние. Он стал спрашивать у подданных, как ему поступить, и в итоге приказал армии начать отступление.
Клайв промок во время дождя, поэтому покинул свой пост на крыше охотничьего дома, чтобы переодеться. Командование временно принял майор Килпатрик, который увидел отступление противника, и выдвинул отряд пехоты вперёд, почти до того места, где ранее стояла французская артиллерия. Отряд состоял из 250 человек и двух орудий. Мэллсон пишет, что Килпатрик отправил вестового к Клайву с сообщением об этом манёвре (и тот застал Клайва спящим), а в версии Эдвардса Килрпатрик действовал, не уведомляя командира
Клайв был взбешен, когда узнал, что Килпатрик принял это решение без его приказа. Он поспешил на позицию Килпатрика с намерением отдать его под трибунал, но выслушал оправдания майора и ограничился тем, что отправил его назад к основной армии. Вернуть отряд назад было опасно, потому что могло спровоцировать противника на атаку, поэтому Клайв оставил отряд на позиции, и усилил его ещё одним отрядом под командованием Эри Кута.
Кавалерия наваба атаковала отряд Клайва на его новой позиции, но была отбита плотным огнём. Увидев, что противник колеблется, Клайв велел Куту атаковать небольшой холм, с которого противник обстреливал его позицию, а другой отряд послал на захват редута, в котором стояла французская артиллерия (два орудия и 40 артиллеристов). И холм и редут были захвачены одновременно. Узнав об этой атаке, наваб покинул поле боя. К 17:00 сражение было окончено. Армия наваба отступала в беспорядке, бросая всё своё имущество. Британцы преследовали её 6 миль, и захватили 5 орудий. Но у Клайва не было кавалерии, поэтому он смог преследовать противника только до Даудпура. Там он остановился на ночь и вечером написал рапорт в Калькутту.

## Последствия

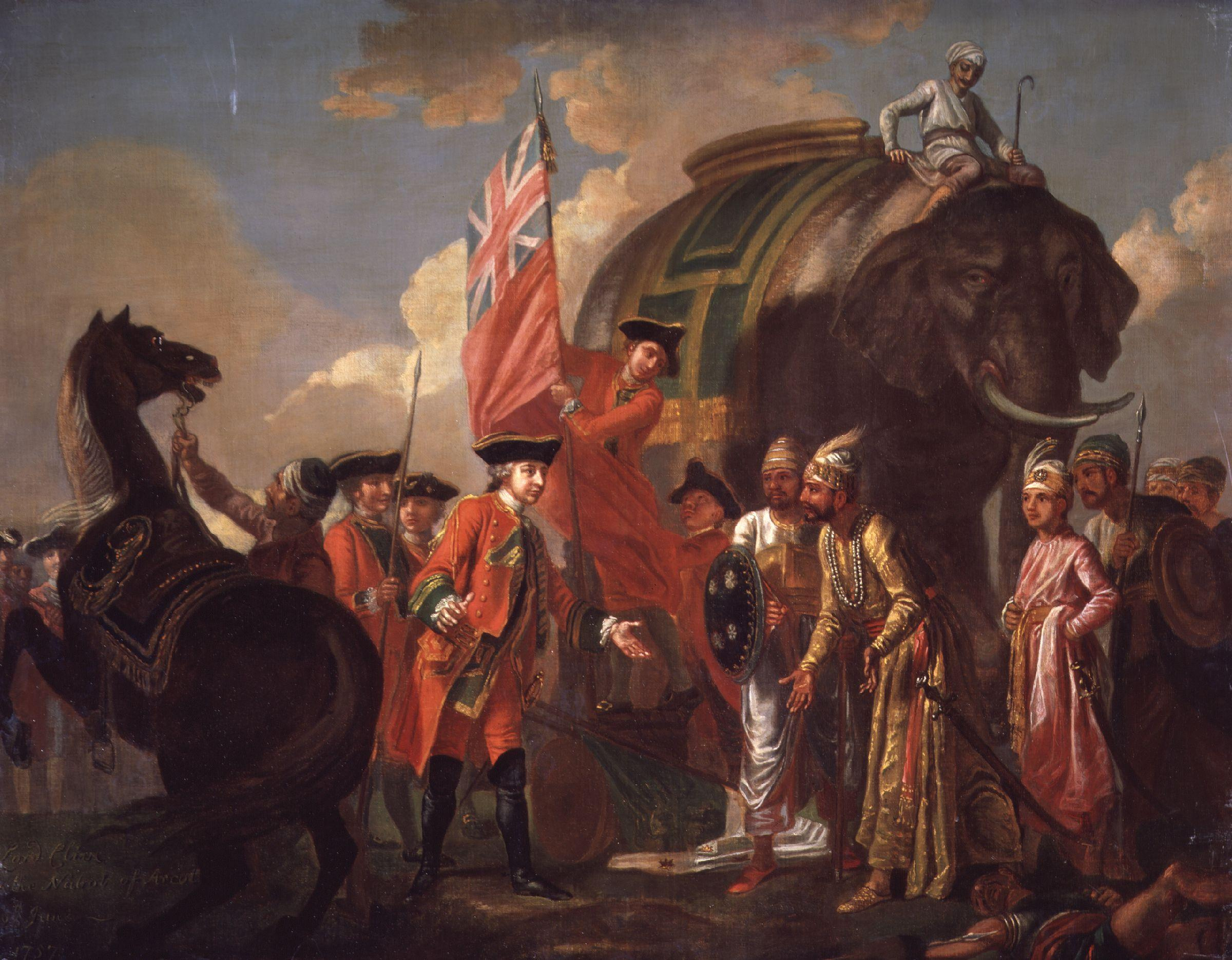
Встреча Клайва с Мир Джафаром после сражения.

Пока шло сражение, Мир Джафар не пытался помочь Клайву, а в 17:00, когда сражение завершилось, прислал письмо, где объяснил, что наваб взял с него клятву (заставил написать её на Коране) что он не перейдёт к англичанам, и по этой причине Мир Джафар придерживался нейтралитета. Позже он прислал ещё одно письмо, в котором поздравил Клайва с победой. Утром 24 июня Клайв пригласил Мир Джафара к себе, и тот явился вместе с сыном, хотя и опасался гнева Клайва. Он успокоился только тогда, когда Клайв обнял его и назвал субабом трёх провинций. Клайв предложил немедленно идти на столицу Бенгалии, и обе армии выступили вечером того дня. 25 июня армия Клайва пришла в Мандипур (около Касимбазара), и только 29 июня Клайв вступил в Муршидабад.
После сражения Сирадж уд-Даула спешно отправился в Муршидабад на быстром верблюде, и провёл 24 июня, раздавая сокровища военным, чтобы уговорить их дать ещё одно сражение. Но никто не поддался на уговоры. Он спросил совета у своих офицеров, и те предложили сдаться Клайву. Вечером стало известно о приближении Мир Джафара, поэтому Сирадж уд-Даула погрузил в повозки жену и ближайших придворных, забрал всё золото и драгоценности, которые смог, и примерно в 3 часа ночи 25 июня покинул дворец. Он двигался вверх по реке и 30 июня прибыл в Раджмахал, но был так голоден, что ему пришлось просить еду у местного мусульманина Даха-Шаха. Тот узнал наваба, который когда-то причинил ему много зла, и донёс Мир Касиму, губернатору Раджмахала. Тот взял наваба в плен и отправил его под охраной в Муршидабад.
2 июля Сирадж уд-Даула был проведён по улицам Муршидабада, после чего Мир Джафар передал его под охрану своему сыну Мирану. Тот решил убить бывшего наваба, но все его придворные отказались выполнить это, кроме Мухаммад-Бега, который зарубил Сираджа саблей.
В Муршидабаде в руки победителей попала казна наваба. Ожидалось, что там будет хотя бы 40 миллионов фунтов, но подсчёт показал, что имеется всего 1,5 миллиона, в то время как Мир Джафар должен был выплатить компенсаций на сумму 2,5 миллиона. Половина этой суммы покрывала убытки Калькутты, а остальная часть должна была стать вознаграждением военным. Доля Клайва составляла 234 000 фунтов. В те годы дом на Беркли-сквер стоил 10 000 фунтов, а 10 квадратных миль земли в Шропшире 70 000 фунтов, поэтому такая сумма не могла не вызвать осуждения, хотя и не была незаконной. Британцы отправили казну в Калькутту, и это покрыло половину требуемой суммы, а остальная половина стала долгом Мир Джафара. Впоследствии навабу несколько раз давали отсрочку по выплатам в обмен на земельные гранты.

### Потери
В своём рапорте в Калькутту Клайв сообщил, что противник потерял убитыми Мир Мирана, 500 кавалеристов и трёх слонов. Стенхоуп пишет, что армия наваба потеряла не более 500 человек и весь обоз, Джон Кей тоже оценивает потери в 500 человек.
Британцы потеряли 4 европейцев и 14 сипаев убитыми, 9 европейцев и 36 сипаев ранеными. Джон Кей пишет, что 18 убитыми — это примерно столько же, cколько погибло от разрыва одного снаряда на корабле Kent во время штурма Чанданнагара.

### Награды

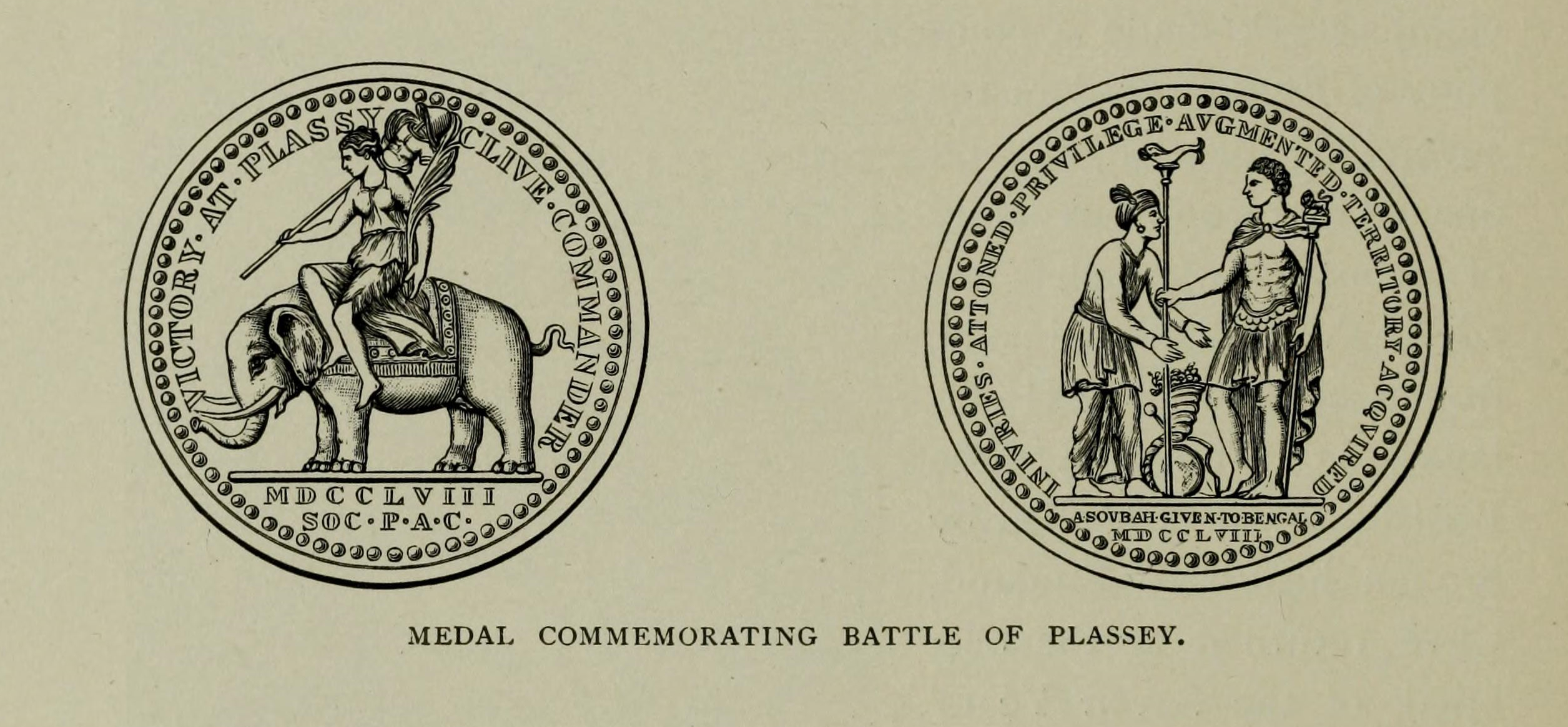
Медаль 1758 года.

Три полка были награждены нашивками на полковое знамя: 39-й пехотный полк, 1-й Мадрасский полк (он же 102-й пехотный полк), и 1-й Бенгальский полк (он же Royal Munster Fusiliers). По случаю победы не было выпущено официальной медали, но в 1758 году частное Общество развития искусств и коммерции выпустило медаль в память сражения при Плесси.
Известны ещё две медали с текстом на персидском языке, которыми Мир Джафар наградил двух британских офицеров за отличие при Плесси.
15 марта 1762 года Клайв получил баронское ирландское звание и стал 1-й барон Клайв Плессийский, графства Клэр (1st Baron Clive of Plassey, co. Clare).

### Оценки
Индийский историк Бенгалии Нитиш Сангупта писал, что сражение при Плесси было немногим более, чем простой перестрелкой, но несмотря на это, оно считается одним из самых важных сражений мировой истории.
Джордж Мейлсон писал в 1885 году, что Плесси сделало возможным колонизацию Индии и необходимой колонизацию Африки, однако, в самом сражении не было ничего, дающего повод для гордости. Это не было честным боем (fair  figh), писал он, ибо если бы генералы не предали наваба, Клайв был бы разбит. Только их отступление позволило Клайву двинуться вперёд. «Только когда предательство сделало своё дело, когда предательство заставило наваба покинуть поле боя, когда предательство заставило армию покинуть выгодную позицию, только тогда Клайв смог наступать без риска быть уничтоженным. Поэтому Плесси хоть и было решающим сражением, но его нельзя всё же назвать великим».
Историк Майкл Эдвардс писал, что историческое значение сражения при Плесси можно понять, сравнив положение британцев в Бенгалии в 1756 году и в 1760. В 1756 году они были всего лишь торговцами, и их торговля существовала лишь постольку, поскольку это разрешал наваб. Они не помышляли оспаривать власть наваба, пока он не напал на Калькутту. В 1760 году всё было иначе: британскому присутствию в Бенгалии уже никто не угрожал, они получили надёжную базу, и когда французы впоследствии захватили Мадрас, их удалось победить контрнаступлением из Бенгалии. Вследствие сражения при Плесси англичане перестали быть торговцами, писал Эдвардс, превратившись в строителей империи. Сражение стало одним из важнейших моментов мировой истории, после которого «британцы начали своё имперское путешествие, которое теперь подходит к концу» (Эдвардс писал в 1963 году).